# (35826) 1999 JT53
1999 JT53 (asteroide 35826) é um asteroide da cintura principal. Possui uma excentricidade de 0.14988410 e uma inclinação de 4.29855º.
Este asteroide foi descoberto no dia 10 de maio de 1999 por LINEAR em Socorro.